# Giselle Khoury
Giselle Khoury (Kaserwan, Líbano, 1961- Beirut, 15 de octubre de 2023) fue una periodista y presentadora francolibanesa de un talk show en la BBC Arabic. Su programa se llamaba Al Mashhad, y en él entrevistaba a figuras prominentes y del mundo árabe. Era la viuda de Samir Kassir.

## Carrera
Empezó su carrera en 1986 en LBC 1 Channel como presentadora de talk shows culturales. Entró en el grupo de comunicación panarábico MBC en 2002 y contribuyó al lanzamiento del canal de noticias 24 horas Al-Arabiya. Presentó un talk show semanal sobre política en Al-Arabiya desde 2003 a 2013. En el periodo en el que trabajó en el programa sobre política Bil Arabi, en el canal de noticias Al-Arabiya entrevistó a líderes políticos, jefes de Estado, primeros ministros y ministros de asuntos exteriores. 
El programa cubrió acontecimientos actuales y los últimos acontecimientos políticos del mundo árabe y del mundo entero en general. En 2009, Giselle cofundó la productora Al Rawi, cuyo primer proyecto fue una biografía en cuatro episodios del líder palestino Yasir Arafat.

### BBC Arabic
En 2013, Giselle Khoury fue contratada por BBC Arabic para presentar el programa Al Mash'had, uno de los nuevos programas del canal. El programa empezó a principios de 2014. Está producido por Mona Hamdan en el Líbano, y el programa muestra algunos de los principales testigos de los acontecimientos ocurridos en la historia reciente de Oriente Medio. Khoury viaja por diferentes países para reunirse con diferentes figuras árabes e internacionales y escuchar sus relatos sobre los acontecimientos que han cambiado la historia.

## Vida personal
Khoury estuvo casada con el periodista, escritor e historiador Samir Kassir hasta su asesinato el 2 de junio de 2005. Desde la muerte de su marido, Giselle Khoury ha intentado dar a conocer las ideas de su marido con la ayuda de amigos y su familia. Fundó la Fundación Samir Kassir y el centro para medios de comunicación y libertad cultural SKeyes. Tiene un hijo, Marwan, y una hija, Rana.